# Marile speranțe (film din 1998)
Marile speranțe (titlul original în engleză Great Expectations) este un film american, produs în anul 1998 sub regia lui Alfonso Cuarón. El este transpunerea pe ecran într-o versiune modernă, a romanului omonin scris de Charles Dickens. Filmul a fost distins cu Golden Trailer Awards (Premiul Rulota de Aur), Premiul Oscar pentru cea mai bună imagine și Premiul Oscar pentru cele mai bune decoruri.

## Acțiune
Copilul orfan Finnegan Bell trăiește împreună cu sora lui și prietenul surorii sale într-un mic sat pescăresc din Florida. Finn desenează sau pictează cu plăcere ape stătătoare, pești. Într-o are o întâlnire cu un om ciudat îmbrăcat cu haine de culoare portocalie cu cătuși la picioare, care este deținut evadat. Amenințat cu moartea, Finn îi aduce deținutului mâncare și un clește, acesta îl obligă mai departe să-i auca o barcă și să-l însoțească spre Mexic. Pe mare barca este descoperită de poliție, puscăriasul sare în mare și se ascunde după o geamandură, Finn îi aruncă un colac de salvare. Ajuns acasă el află că deținutul evadat se numește Arthur Lustig, și este un ucigaș. Mrs. Dinsmoor învață  dansul pe Finn și Estella, o fată închipuită, băiatul într-o seară o sărută și mângâie pulpa și părțile intime ale fetei. A doua zi, Finn află  că Estella va pleca la Paris, băiatul renunță la pictură și începe să lucreze ca pescar împreună cu Joe. Într-o zi el va fi vizitat de Jerry Ragno, un avocat, care-i face cunoscut că un prieten anonim îl invită la o expoziție de artă din New York. Cu toate că a renunțat de doi ani la pictură, el crede că merită să-și încerce șansele ca pictor.
În  New York o reîntâlnește pe  Estella, și află întristat că fata are intenția de a se căsători cu Walter Plane, un arhitect bogat. În seara vernisajului încheiat cu succes, află că omul bogat care a fost mentorul său și care i-a cumpărat picturile, este de fapt Arthur Lustig, fostul pușcăriaș,  ajutat de Finn. Arthur Lustig este înjunghiat de un necunoscut și moare în brațele lui Finn. Acesta se reîntoarce în satul său natal, unde vede o fetiță care seamănă cu  Estella, ea fiind de fapt fiica Estellei care este divorțată. Filmul se termină cum cei doi, Finn și Estella stau pe malul mării, ținându-se de mână.

## Distribuție
- Ethan Hawke: Finnegan Bell
- Gwyneth Paltrow: Estella
- Hank Azaria: Walter Plane
- Chris Cooper: Onkel Joe
- Anne Bancroft: Nora Dinsmoor
- Robert De Niro: Arthur Lustig
- Josh Mostel: Jerry Ragno
- Kim Dickens: Maggie Bell
- Nell Campbell: Erica Thrall
- Gabriel Mann: Owen